# Jan Pieterszoon Sweelinck
Jan Pieterszoon Sweelinck /jɑn ˈpiːtərsˌzoːn ˈsʋeːlɪŋk/, in alcuni testi citato anche come Pieter o Pietersz, (Deventer, aprile o maggio 1562 – Amsterdam, 16 ottobre 1621) è stato un compositore e organista olandese, importantissimo innovatore della musica per tastiera a cavallo fra Cinquecento e Seicento.

## Biografia
Nato a Deventer nel 1562, egli studia dapprima col padre Pieter Swybbertszoon (c.1535 - 1573), organista nella Oude Kerk di Amsterdam dal 1564, poi col successore di questi, Cornelis Boskoop (1525 - 1573) e, infine, col controtenore Jan Willemszoon Lossy (c. 1545 - 1629) ad Haarlem. Non è conosciuta la ragione per la quale il compositore adotta il cognome della madre, Elske Jansdochter Sweeling, figlia di un chirurgo. S. muore il 16 ottobre 1621 e viene sepolto nella Oude Kerk, il figlio Dirck Janszoon (1591 - 1652) gli succede nel ruolo di organista nella Chiesa Vecchia di Amsterdam. S. trascorre la propria vita quasi esclusivamente ad Amsterdam, con qualche breve spostamento occasionale nei vicini centri olandesi per ispezionare strumenti. La biografia dell’autore annovera anche un viaggio di studio in Italia, presso il maestro Gioseffo Zarlino (1517 - 1590). Tale convinzione è errata ed è frutto di un errore da parte di Johann Mattheson (1681 - 1764) nella stesura della voce “Sweelinck” della sua enciclopedia musicale "Grundlage einer Ehren-Pforte". Il fratello e pittore Gerrit Sweelinck (1566 - 1612) trascorse effettivamente diversi anni a Roma, mentre il nome di Jan è stato a lungo associato alla traduzione delle "Istitutioni Harmoniche" di Zarlino [un insieme di manoscritti, appunti, trascrizioni di alunni riguardo alla tecnica compositiva sono stati editi da Hermann Gehrmann (1861 - 1916) come "Compositions-Regeln" all’interno della opera omnia di S. curata da Breitkopf & Härtel tra il 1894 e il 1901; tale apparato teorico trova molte connessioni con l’opera di Zarlino]: questi due fattori potrebbero aver condotto in errore Mattheson.
Il poeta-giurista-musicista Cornelis Gijsbertszoon Plemp (1574 - 1638), amico del compositore, scrisse in più occasioni eleganti elogi del musicista olandese, a testimoniare come la figura di S. fosse ben nota, rispettata e ammirata dai contemporanei tanto da valere al compositore l'appellativo di "Orfeo di Amsterdam". Riportiamo alcuni versi a proposito della fama di S. all’interno della raccolta "Tabellæ" , insieme di descrizione poetiche di opere d’arte e in questo caso probabilmente della copia dell’incisione del ritratto di S. realizzata da Jan Muller (1571 - 1628) e posseduta dal Plemp stesso.
| XXXVII. Suelingius Joannes Petrus Suelingius Amstero- damus, Quo fuit organica Pallas in arte minor: Cujus fama Italos teti- git salsosque Brittanos; quique, Or- lande, tuis notus erat Bavaris: Om- nibus e terris peregrinas trasera au- res; Auscultatores dignus habere Deos. Nunc oculis placet a Mullero viv ere rursum Jussus, et Amstelijs grata ta- bella suis. | Joannes Petrus Suelingius da Am- sterdam, a cui Pallade fu inferiore nell’arte di suonare l’organo: la cui fama raggiunse l’Italia e la salata In- ghilterra; e che ebbe fama presso i tuoi Bavaresi, o Orlando [di Lasso]. Egli carpiva le orecchie degli stranie- ri da ogni nazione; fu degno di ave- re gli dei come ascoltatori. Ora de- lizia i nostri occhi, riportato in vita dal Muller, e il ritratto è particolar- mente gradito ai suoi concittadini di Amsterdam. |

Grazie alla redazioni di dettagliati cataloghi è possibile sapere quali libri fossero reperibili all’epoca e, dunque, non solo comporre un elenco dei lavori pubblicati dall’autore, ma anche stabilire la diffusione delle sue composizioni. Attraverso i cataloghi dei libri pubblicati negli ultimi 100 anni e ancora disponibili all’epoca, redatti da Georgius Draudius (1573 - 1635) nel 1610 e nel 1625, su commissione dei librai di Francoforte, veniamo a conoscenza di come le opere di S., principalmente quelle vocali, furono date alle stampe già durante la vita dell’autore ed ebbero una notevole circolazione. Nel catalogo del 1610 Draudius elenca tre titoli di S., in quello del 1625 ben 14. Attraverso il più moderno lavoro di catalogazione di Albert Göhler, che cita alla voce S. quasi tutti i titoli presenti nell’edizione di Draudius, possiamo affermare che gran parte delle composizioni furono date alle stampe dall’autore stesso o per lo meno vivente l’autore. La prima pubblicazione risale al 1584 con il volume di Chanson su testi di Marot, Ronsard e de Magny, contenente anche composizioni di Cornelis Verdonck (1563 - 1625). L’autore diede alle stampe quattro libri di Salmi nel 1604, 1613, 1614 e 1621 (pubblicato postumo e incompiuto), secondo il progetto di musicare l’intero Salterio. Ulteriori lavori pubblicati sono le "Rimes Francoises et Italienes" (1612) e le "Cantiones Sacræ" (1619). La letteratura tastieristica sopravvive nelle copie degli studenti di S.: il maestro, infatti, non diede personalmente alle stampe queste composizioni. La musica per tastiera era generalmente improvvisata e ritenuta come musica di consumo, certamente di minor pregio rispetto alle composizioni vocali di carattere severo: è praticamente certo che quanto pervenutoci dai manoscritti sia solo una minima parte di ciò che S. effettivamente eseguì negli oltre quaranta anni di attività alle tastiere. La catalogazione di Göhler riporta, inoltre, un volume di intavolature edito nel 1630 dall’allievo Samuel Scheidt (1587 - 1654); quella di Draudius e di Hendricus Laurentius, libraio di Amsterdam, riportano la pubblicazione dell’opera "Nieu Chyterboek" (1602 o 1608): entrambi i lavori sono persi.

## Stile
Le sue produzioni comprendono sia musica sacra che profana, anche se oggi è ricordato soprattutto per i suoi brani tastieristici (fantasie, toccate, variazioni ecc.). L'adozione del credo calvinista influenza evidentemente l'attività musicale di Sweelinck. Scrisse diverse variazioni tratte dalle musiche del Salterio ginevrino, come pure mottetti per coro basati sulla stessa opera (sebbene abbia scritto anche musiche basate sulla liturgia cattolica e luterana). In questo sarà seguito dall'allievo Paul Siefert che compone due volumi di mottetti basati sui Salmi, come pure da Anthonie van Noordt, altro compositore olandese, che scrive opere organistiche in stile simile, basate sulle melodie ginevrine. La dottrina calvinista non vedeva di buon occhio l'utilizzo della musica durante le celebrazioni, le esecuzioni all'organo del maestro erano limitate ai margini della liturgia, ma non furono mai abolite. A Sweelinck è dovuta principalmente l'invenzione dell'elaborazione del corale popolare tedesco che, trasportato in nuova forma, dà origine ad una nuova composizione fortemente emotiva. Questo tipo di modifica del corale sarà alla base anche dello stile di Johann Sebastian Bach.
Il suo stile è strettamente collegato a quello inglese, essendosi entrambe le nazioni influenzate a vicenda, come dimostrano gli stretti rapporti musicali e affettivi che collegarono lui e musicisti come John Bull, John Dowland e William Byrd. Ricordiamo a titolo esemplificativo che il virginalista Peter Philips fu esule nelle Fiandre. Inoltre, Sweelinck compose delle variazioni su "Lachrymae Pavane" di Dowland, mentre Bull, poco dopo la morte dell'olandese, elaborò suoi diversi brani. Sweelinck appare anche nel Fitzwilliam Virginal Book, a testimonianza dello stretto rapporto che ebbe con i suoi contemporanei inglesi. Con lui le conoscenze virginalistiche inglesi vennero diffuse anche nei Paesi Bassi e soprattutto in Germania.
Sia vera o no la sua vicinanza a Zarlino, la sua abilità compositiva è dovuta anche alla conoscenza dei suoi colleghi veneziani, di Giovanni Gabrieli e di Claudio Merulo in primis, ispirandosi ad essi nello scrivere canzoni all'italiana, rinnovate dallo spirito ingegnosamente contrappuntistico, tipico della tradizione fiamminga

## Insegnamento
Come insegnante formò dei grandissimi musicisti, creando presso di sé quella che poi venne chiamata la "Scuola del Nord". Tra i suoi allievi, oltre ai già citati Paul Siefert e Anthonie van Noordt, figurano anche Cornelis Helmbreker, Michael Praetorius, Samuel Scheidt, Heinrich Scheidemann, musicisti che diffusero il suo insegnamento in mezza Europa. Fra i suoi contemporanei si riscontra una somiglianza con l'organista Hendrick Joosten Speuy. Il Mattheson nella sua enciclopedia gli affibbia l'appellativo di "Hamburgische Organistenmacher" perché fra i suoi allievi diversi furono attivi ad Amburgo.

## Altro
- Fu nel 1594 che, per motivi sconosciuti, si attribuì il nome di Sweelinck (variante del cognome della madre) piuttosto che quello del padre.
- Da lui trae il nome l'asteroide 7621 Sweelinck.